# Huddinge Bandy
Huddinge Bandyklubb är en förening som startades år 1994. Innan Huddinge bandyklubb blev en självständig klubb (1994) tillhörde man föreningen Huddinge IF.
Huddinge BK består av: ett A-lag som spelar i division 2 Stockholm och ett B-lag som spelar i division 3. Klubben tränas för närvarande av Görgen Johansson med förflutet i den anrika bandyklubben Ljusdals BK.
Klubbens träningsanläggning Visättra sportcenter ligger i de södra delarna av Flemingsberg. Innan träningarna var på Visättra tränade de på Källbrinks idrottsanläggning där en 11-mans fotbollsplan blev en bandyplan om vintrarna.
Varje år arrangerar Huddinge BK bandyns dag då alla i föreningen umgås, spelar bandy och äter korv. Dagen brukar oftast avslutas med en A-lagsmatch.